# Eleccions generals espanyoles de 1893

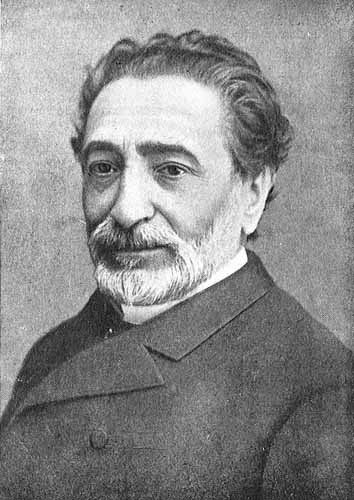
El liberal Sagasta, cap de govern després de les eleccions

Les eleccions generals espanyoles de 1893 foren convocades el 5 de març de 1893 sota sufragi universal masculí, sent regent Maria Cristina d'Habsburg-Lorena. La seva base legal va ser la Constitució espanyola de 1876, vigent fins a 1923 en el règim conegut com a Restauració borbònica a Espanya.
En total foren escollits 401 diputats, endemés dels 16 de Puerto Rico i 30 de Cuba.
Vencé per majoria el Partit Liberal, dirigit per Práxedes Mateo Sagasta. Quan als republicans, es presentaren sota la coalició Unió Republicana, que va obtenir 32 escons (9 dels federals, 4 dels centralistes, 14 dels progressistes i 5 independents). Els conservadors es presentaren dividits entre els canovistes i els silvelises.
Fou elegit president del Congrés el liberal Antonio Aguilar y Correa, marqués de la Vega de Armijo, i com a president del Senat José Gutiérrez de la Concha, Marquès de L'Havana. El cap de govern fou Práxedes Mateo Sagasta. Durant el seu mandat es va produir l'atemptat amb bomba del Liceu i esclatà l'última guerra amb Cuba el 1895.
Com va passar a totes les eleccions durant la restauració borbònica a Espanya, el resultat va estar determinat per endavant («encasellat») gràcies al frau electoral sistemàtic portat a terme per la xarxa caciquil estesa per tot el territori. En aquestes eleccions, com a la resta, el govern que les convocava les guanyava, ja que en el règim polític de la Restauració els governs canviaven abans de les eleccions i no després com passava en els règims parlamentaris no fraudulents.

## Composició de la Cambra
| ← Eleccions generals espanyoles, 5 de març de 1893 → |        |                              |
| Partit                                               | Escons | Líder                        |
| Partit Liberal                                       | 257    | Práxedes Mateo Sagasta       |
| Partit Liberal Conservador                           | 70     | Antonio Cánovas del Castillo |
| Unió Republicana                                     | 32     |                              |
| Unió Conservadora                                    | 17     | Francisco Silvela            |
| Partit Demòcrata Possibilista                        | 15     | Emilio Castelar              |
| Comunió Tradicionalista                              | 7      | Marquès de Cerralbo          |
| Partit Integrista                                    | 2      | Ramón Nocedal y Romea        |
| Altres                                               | 1      |                              |

## Resultats per circumscripcions

### Catalunya
- Barcelona
  - Tiberio Ávila Rodríguez (Unió Republicana)
  - Timoteo Bustillo López (liberal)
  - Josep Comas i Masferrer (liberal)
  - Antoni Ferratges de Mesa i Ballester (liberal)
  - Josep Antoni Ferrer i Soler (Conservador)
  - Carles Godó i Pié (Liberal)
  - Emili Junoy i Gelabert (Unió Republicana)
  - Baldomer Lostau i Prats (Unió Republicana)
  - Joaquim Marin i Carbonell (Conservador)
  - Joan Martí i Torres (Unió Republicana)
  - Francesc Pi i Margall (Unió Republicana)
  - Josep Maria Planas i Casals (Conservador)
  - Ramon de Rocafort i Casamitjana (Conservador)
  - Joan Rosell i Rubert (Liberal)
  - Albert Rusiñol i Prats (Liberal)
  - Alfons Sala i Argemí, comte d'Égara (Conservador)
  - Nicolás Salmerón y Alonso (Unió Republicana)
  - Joan Sol i Ortega (Unió Republicana)
  - Lluís Soler i Pla (Liberal)
  - Josep Maria Vallès i Ribot (Unió Republicana)
- Girona
  - Teodor Baró i Sureda (Liberal)
  - Joaquim Escrivà de Romaní i Fernández de Córdoba, marquès de Monistrol (Conservador)
  - Antonio Comyn Crooke (Conservador)
  - Joan Fabra i Floreta (Liberal)
  - José Joaquín Herrero y Sánchez (Liberal)
  - Pompeu de Quintana i Serra (Conservador)
  - Gustavo Ruiz de Grijalba y López Falcón (Conservador)
  - Pere Antoni Torres i Jordi (Liberal)
- Lleida
  - Miquel Agelet i Besa (Liberal)
  - Vicente Alonso-Martínez y Martín (Liberal)
  - Rafael Cabezas Montemayor (Conservador)
  - Adolfo Calzado y Sanjurjo (Partit Demòcrata Possibilista)
  - Mariano Clua Anglés (Conservador)
  - Ricardo García Trapero Veragua (Liberal)
  - Luis de León y Cataumber, duc de Dénia (Liberal)
  - Enrique de Luque y Alcalde (Liberal)
  - Joan Maluquer i Viladot (Conservador)
  - Ramón Martínez Campos y Rivera (Liberal)
- Tarragona
  - Gabriel Ballester i Boada (Liberal)
  - Josep Cañé i Baulenas (Liberal)
  - Joan Cañellas i Tomàs (Liberal)
  - Joan Fontana i Esteve (Liberal)
  - Vicente López Puigcerver (Conservador)
  - Marià Rius i Montaner, comte de Rius (Liberal)
  - Salvador de Samà i Torrents (Liberal)

### Illes Balears
- Joan Alcover i Maspons (Liberal)
- Mateu Bosch Bosch (Liberal)
- Cipriano Garijo y Aljama (Liberal)
- Fausto Gual Dons i Torrella (Comunió Tradicionalista)
- Manuel Guasp i Pujol (Conservador)
- Antoni Maura i Montaner (Conservador)
- Rafael Prieto i Caules (Unió Republicana)

### País Valencià
- Alacant
  - Federico Arredondo y Ramírez de Arellano (Liberal)
  - Enrique Arroyo y Rodríguez (Liberal)
  - José Bautista Chícheri (Liberal)
  - José Canalejas i Méndez (Liberal)
  - Arturo de Pardo Inchausti (Conservador)
  - Juan Poveda García (Conservador)
  - Eduardo Romero Paz (Liberal)
  - Trinitario Ruiz Capdepón (Liberal)
  - Trinitario Ruiz Valarino (Liberal)
  - Rafael Terol Maluenda (Liberal)
  - Antonio Torres Orduña (Conservador)
- Castelló
  - Cristóbal Aicart Moya (Liberal)
  - Pedro Font de Mora Jáuregui (Liberal)
  - Bernardino Franco Alonso Cordero (Liberal)
  - Eduardo García Onativia (Liberal)
  - Joaquim Llorens i Fernández de Córdoba (Comunió Tradicionalista)
  - Juan Navarro Reverter (Conservador)
  - Emilio Sánchez Pastor (Liberal)
- València
  - Constancio Amat y Vera (Liberal)
  - Vicent Dualde i Furió (Unió Republicana)
  - Estanislao García Monfort (Liberal)
  - Francisco Pascual Garrigues Amador (Liberal)
  - Marcial González de la Fuente (Liberal)
  - Sinibaldo Gutiérrez Mas (Liberal)
  - Manuel Iranzo Benedito (Liberal)
  - Gonzalo Julián Martín (Unió Republicana)
  - Teodor Llorente Olivares (Conservador)
  - José Manteca Oria (Liberal)
  - Francisco de Asís Pacheco Montoro (Liberal)
  - Juan José Pardo Pérez (Liberal)
  - Luis Page Blake
  - Leopoldo Riu Casanova (Liberal)
  - José María Sales Reig (Liberal)
  - Manuel Sapiña y Rico (Liberal)
  - Carlos Testor Pascual (Liberal)